# Odilon Polleunis
Odilon Polleunis (1. května 1943 Sint-Truiden – 20. září 2023 Sint-Truiden) byl belgický fotbalista, útočník. V roce 1968 byl vyhlášen nejlepším fotbalistou belgické ligy. Po skončení aktivní kariéry působil jako trenér.

## Fotbalová kariéra
Začínal v týmu K. Sint-Truidense VV, odkud v roce 1973 přestoupil do RWD Molenbeek, se kterým získal v roce 1975 mistrovský titul. Kariéru končil v druholigovém týmu KSK Tongeren. V Poháru mistrů evropských zemí nastoupil ve 2 utkáních a v Poháru UEFA nastoupil v 5 utkáních a dal 2 góly. Za reprezentaci Belgie nastoupil v letech 1968–1975 ve 22 utkáních a dal 10 gólů. Byl členem belgické reprezentace na Mistrovství světa ve fotbale 1970, nastoupil ve 2 utkáních a na Mistrovství Evropy ve fotbale 1972, kdy nastoupil ve 2 utkáních, dal 1 gól a získal s týmem bronzovou medaili za 3. místo.

## Ligová bilance
| Ročník                     | Zápasy | Góly | Klub                 |
| -------------------------- | ------ | ---- | -------------------- |
| 1. belgická liga 1962/1963 | -      | -    | K. Sint-Truidense VV |
| 1. belgická liga 1963/1964 | -      | -    | K. Sint-Truidense VV |
| 1. belgická liga 1964/1965 | -      | 11   | K. Sint-Truidense VV |
| 1. belgická liga 1965/1966 | -      | -    | K. Sint-Truidense VV |
| 1. belgická liga 1966/1967 | -      | -    | K. Sint-Truidense VV |
| 1. belgická liga 1967/1968 | -      | 11   | K. Sint-Truidense VV |
| 1. belgická liga 1968/1969 | -      | -    | K. Sint-Truidense VV |
| 1. belgická liga 1969/1970 | -      | -    | K. Sint-Truidense VV |
| 1. belgická liga 1971/1971 | -      | -    | K. Sint-Truidense VV |
| 1. belgická liga 1971/1972 | -      | -    | K. Sint-Truidense VV |
| 1. belgická liga 1972/1973 | -      | -    | K. Sint-Truidense VV |
| 1. belgická liga 1973/1974 | 29     | 6    | RWD Molenbeek        |
| 1. belgická liga 1974/1975 | 33     | 11   | RWD Molenbeek        |
| 1. belgická liga 1975/1976 | 6      | 0    | RWD Molenbeek        |
| Tweede klasse 1976/1977    | 12     | 0    | KSK Tongeren         |
| CELKEM 1. belgická liga    | -      | -    |                      |

## Trenérská kariéra
Jako trenér vedl K. Sint-Truidense VV.